# Алефиренко, Даниил Сергеевич
Дании́л Серге́евич Алефи́ренко (укр. Даниїл Сергійович Алефіренко; род. 19 апреля 2000, Харьков) — украинский футболист, полузащитник ковалёвского «Колоса».

## Клубная карьера
Родился в Харькове, воспитанник молодёжной академии «Металлиста». Во взрослом футболе дебютировал в 2016 году в чемпионате Харьковской области выступлениями за СК «Металлист» (Харьков).
В июле 2017 года перешел в луганскую «Зарю», где сначала выступал за юношескую и молодёжную команду клуба. На официальном уровне в футболке первой команды луганчан дебютировал 11 апреля 2021 в победном (2:0) домашнем поединке 21-го тура Премьер-лиги против петровского «Ингульца». Даниил вышел на поле на 90-й минуте, заменив Артёма Громова.

## Карьера в сборной
В начале мая 2018 получил вызов в юношескую сборную Украины (U-18) для участия в международном турнире «Кубок Словакии». 8 мая 2018 года дебютировал за юношескую сборную на вышеуказанном турнире в проигранном (0:3) поединке против сверстников из Чехии, в котором вышел на поле во втором тайме. Кроме вышеуказанного матча сыграл на турнире ещё два поединка против Казахстана (4:1) и Уэльса (5:0).
В начале марта 2021 главный тренер молодёжной сборной Украины Руслан Ротань вызвал Даниила Алефиренко на тренировочный сбор, на котором украинцы должны были выступить на Antalya Cup 2021. В футболке молодёжной сборной Украины дебютировал 27 марта 2021 в ничейном (1:1) поединке кубка Анталии против олимпийской сборной Узбекистана. Алефиренко вышел на поле в стартовом составе. 29 марта 2021 выходил на поле в проигранном (2:3) поединке против молодёжной сборной Словакии.

## Достижения
«Заря» (Луганск)
- Бронзовый призёр чемпионата Украины: 2022/23